# ヴク・ラショヴィッチ
ヴク・ラショヴィッチ（セルビア語: Вук Рашовић, Vuk Rašović、1973年1月3日 - ）は、セルビアの元サッカー選手、現サッカー指導者。元ユーゴスラビア連邦共和国代表。選手時代のポジションはDF。

## クラブ歴
パルチザン・ベオグラード出身でFKラド・ベオグラード、PFCスラヴィア・ソフィアに移籍したが、1998年にパルチザン・ベオグラードに復帰。2002年クリリヤ・ソヴェトフ・サマーラに移籍した。2004年にメジャーリーグサッカーのカンザスシティ・ウィザーズに移籍したが1試合に出場は止まり、怪我によって同年引退。

## 代表歴
1997年6月14日に行われたエジプト代表戦でユーゴスラビア連邦共和国代表初出場。

## 監督歴
2009-10シーズンにパルチザン・ベオグラードでアシスタントに就任し指導者の道に進んだ。同シーズンはゴラン・ステヴァノヴィッチ監督の下、翌シーズンはアレクサンダル・スタノイェヴィッチの下、同職を務めた。
2011年にはパルチザン・ベオグラードの提携クラブであるFKテレオプティクで監督に就任。2013年4月29日にはパルチザン・ベオグラードの監督に就任した。
2014年12月から2015年5月1日までFCディナモ・ミンスクでフットボールディレクターを務めた後、同クラブの監督に就任した。
2017年にFKナプレダク・クルシェヴァツの監督を経てアル・ファイサリー・ハルマの監督に就任した。
2018年、アル・ダフラFCの監督に就任した。
2020年、アル・ワフダ・アブダビの監督に就任した。

## タイトル

### 選手
パルチザン・ベオグラード
- セルビア・モンテネグロ・プルヴァ・リーガ: 1992-93, 1998-99, 2001-02
- ユーゴスラビア連邦共和国カップ: 1998, 2001

### 監督
パルチザン・ベオグラード
- セルビア・スーペルリーガ: 2012-13